# José Milán
José Milán (Madrid, 14 settembre 1997) è un attore, ballerino e modello spagnolo, noto per aver interpretato il ruolo di Prudencio Ortega / Evelio Hidalgo nella soap Il segreto (El secreto de Puente Viejo).

## Biografia
José Milán è nato il 14 settembre 1997 a Madrid (Spagna), e oltre alla recitazione si occupa anche di teatro.

## Carriera
José Milán ha completato i suoi studi superiori in arti dello spettacolo presso la Escuala universitaria TAI ed ha seguito un corso di interpretazione teatrale in versi. Ha seguito lezioni di recitazione impartite da Andrés Cuenca e da Eduardo Chapero Jackson. Oltre alla recitazione ha seguito anche lezioni di danza moderna con Carlos Alves e Karen Taft. Nel 2012 ha fatto la sua prima apparizione come attore nel film Ghost Academy (Promoción fantasma) diretto da Javier Ruiz Caldera.
Nel 2015 ha recitato nella soap opera di Antena 3 Per sempre (Amar es para siempre). L'anno successivo, nel 2016, ha recitato nelle serie La que se avecina (nel ruolo di Petru) e in Centro médico. Nello stesso anno ha recitato nel cortometraggio Ixab diretto da María Salgado Gisper. Nel 2017 ha preso parte al cast della serie Lost in the west. Nello stesso anno ha recitato nel film Selfie diretto da Víctor García León. Dal 2017 al 2019 è stato scelto per interpretare il ruolo di Prudencio Ortega / Evelio Hidalgo nella soap opera di Antena 3 Il segreto (El secreto de Puente Viejo) e dove ha recitato insieme ad attori come Maria Bouzas, Ramón Ibarra, Mario Zorrilla, Rubén Bernal, Claudia Galán, Lucía Margo, Iván Montes e Paula Ballesteros.
Nel 2018 ha ricoperto il ruolo di Jordi Bastaix nella serie La cattedrale del mare (La catedral del mar). Nello stesso anno ha interpretato il ruolo di Àlex nel cortometraggio En tránsito diretto da Javier Caireta. Nel 2019 ha recitato nella serie Magi. Nel 2021 ha preso parte al cast della serie Fuerza de paz. L'anno successivo, nel 2021, ha recitato nelle serie Madres. Amor y vida (nel ruolo di Petru), in Nacho, una industria XXL (nel ruolo di Arnau) e in Cristo y Rey (nel ruolo di Blasco). Nello stesso anno ha ricoperto il ruolo di Mario nel cortometraggio Suelta diretto da Javier Pereira.

## Filmografia

### Cinema
- Ghost Academy (Promoción fantasma), regia di Javier Ruiz Caldera (2012)
- Selfie, regia di Víctor García León (2017)

### Televisione
- Per sempre (Amar es para siempre) – soap opera, 11 episodi (2015)
- La que se avecina – serie TV, 1 episodio (2016)
- Centro médico – serie TV, 3 episodi (2016)
- Lost in the west – film TV (2017)
- Il segreto (El secreto de Puente Viejo) – soap opera (2017-2019)
- La cattedrale del mare (La catedral del mar) – serie TV, 4 episodi (2018)
- Magi – serie TV (2019)
- Fuerza de paz – serie TV (2021)
- Madres. Amor y vida – serie TV, 6 episodi (2022)
- Nacho, una industria XXL – serie TV (2022)
- Cristo y Rey – serie TV, 8 episodi (2022)

### Cortometraggi
- Ixab, regia di María Salgado Gisper (2016)
- En tránsito, regia di Javier Caireta (2018)
- Suelta, regia di Javier Pereira (2022)

## Teatro
- Eloisa está debajo de un almendro, presso il teatro La usina (2014)
- Los Miserables, con la compagnia Paloma Mejía, presso il teatro Victoria di Madrid (2014-2015)
- El conde de Montecristo (2014-2015)
- Cyrano de Bergerac, con la compagnia Paloma Mejía, presso il teatro Victoria di Madrid (2015)
- El señor de las moscas, presso il teatro Conde Duque di Madrid (2015)

## Doppiatori italiani
Nelle versioni in italiano dei suoi film e delle sue serie TV, José Milán è stato doppiato da:
- Simone Marzola[15] ne Il segreto[16]